# なつぎり型巡視艇
なつぎり型巡視艇（英語: Natsugiri-class patrol crafts）は、海上保安庁の巡視艇の船級。区分上はPC型、公称船型は特23メートル型。

## 設計
1988年のなだしお事件を受けて、横須賀港周辺の航路哨戒用として建造されたのが本型である。設計面では、昭和59年度計画で建造されていたしまぎり型をベースとしているが、船質は耐航性高張力鋼に変更された。これによる重量増を補うため、全長を増して造波抵抗の低減を図っている。甲板・上部構造物はアルミニウム合金製である。航路哨戒用であることから、視界確保のため操舵室を半段高くし、また上部には全周を監視できる指揮所を設けた。
主機関はタイプシップの構成が踏襲され、V型12気筒のMTU 12V396 TB93ディーゼルエンジン（1,500馬力 / 1,975 rpm）が搭載された。推進器は固定ピッチ・プロペラである。高速時の操縦性能を確保するため、吊り下げ舵2舵とされた。

## 同型艇
※巡視艇の船名は、随時、改名されることがある。
| 計画年度 | #     | 船名     | 建造       | 竣工      | 配備先             | 除籍          |
| -------- | ----- | -------- | ---------- | --------- | ------------------ | ------------- |
| 平成元年 | PC-86 | なつぎり | 墨田川造船 | 1990年1月 | 上越（第九管区）   | 2019年2月4日  |
| 平成元年 | PC-87 | すがなみ | 墨田川造船 | 1990年1月 | 横須賀（第三管区） | 2019年2月15日 |